# Jural
Jural is een plaats in de gemeente Kanfanar in de Kroatische provincie Istrië. De plaats telt 15 inwoners (2001).